# Rasmus Andresen

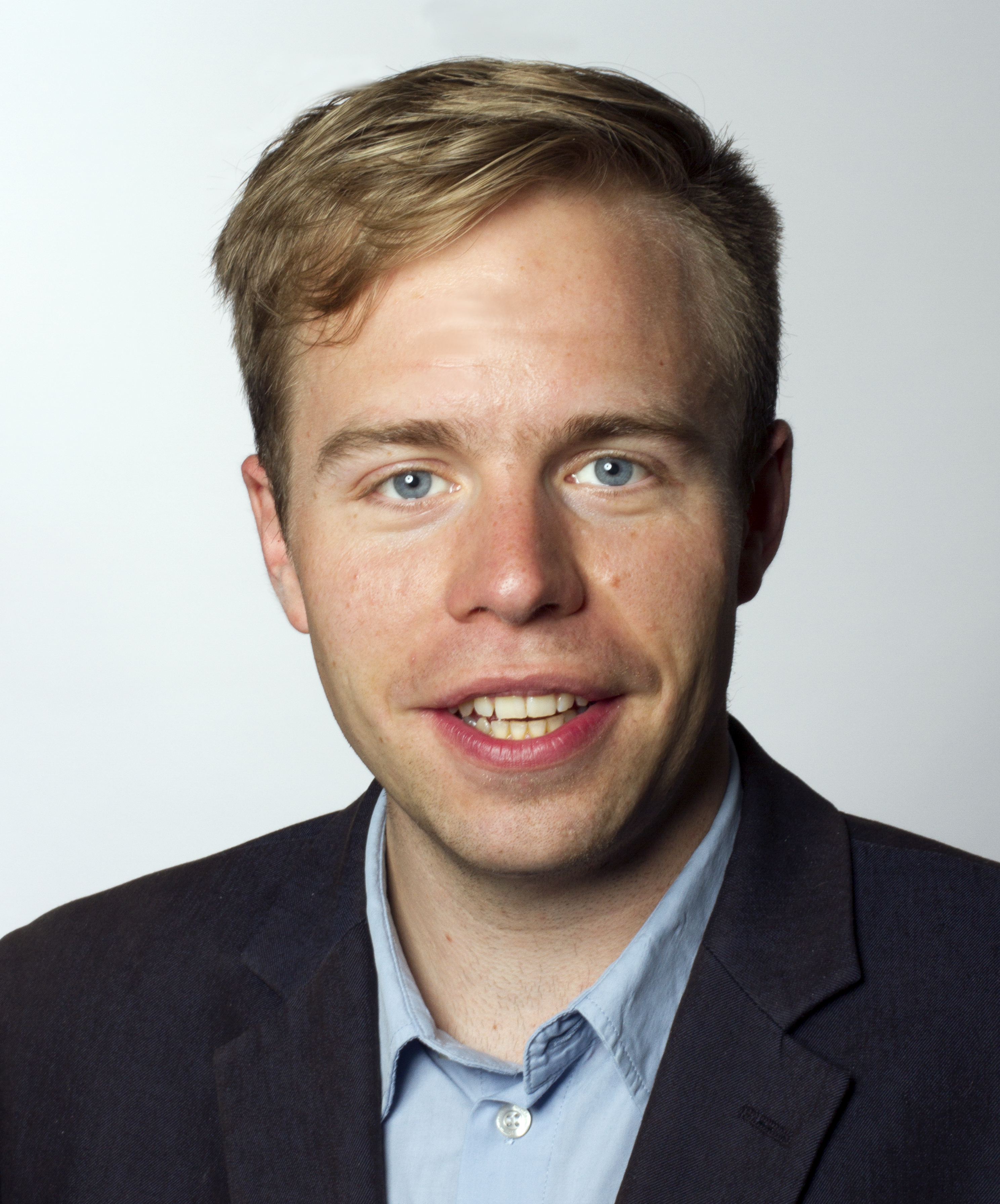
Rasmus Andresen (2016)

Rasmus Andresen (* 20. Februar 1986 in Essen) ist ein deutscher Politiker (Bündnis 90/Die Grünen). Andresen war von 2009 bis 2019 Mitglied und vom 6. Juni 2017 bis Juni 2019 Vizepräsident des Schleswig-Holsteinischen Landtages. Seit dem 2. Juli 2019 ist er Mitglied des Europäischen Parlamentes.

## Biografie
Andresen wurde in Essen geboren, wuchs aber vom zweiten Lebensjahr an in Flensburg auf, wo er auch heute noch wohnt. Er besuchte Schulen der dänischen Minderheit und machte 2005 am dänischen Gymnasium Duborg-Skolen sein Abitur. Nach der Ableistung seines Zivildienstes in einem Wohnheim für Menschen mit Behinderung studierte er im dänischen Roskilde und erlangte einen Bachelor-Abschluss in Verwaltungs- und Kommunikationswissenschaften. Er studiert an der Fernuniversität in Hagen den Masterstudiengang „Governance“.

## Politik
Seit seinem 15. Lebensjahr engagiert sich Andresen für die Grüne Jugend sowie später für die Grünen selbst. Darüber hinaus engagiert er sich bei der dänischen Socialistisk Folkeparti (SF) und deren Jugendorganisation SFU. Im Jahr 2008 begleitete er den Wahlkampf von Barack Obama in den USA und verfasste seine Bachelorarbeit über den Einfluss der Finanzkrise auf den US-Wahlkampf.
Rasmus Andresen ist Gründungsmitglied des Instituts Solidarische Moderne.

### Abgeordneter im schleswig-holsteinischen Landtag (2009–2019)
Für die schleswig-holsteinische Landtagswahl am 27. September 2009 kandidierte Andresen auf Listenplatz 10 für Bündnis 90/Die Grünen. Aufgrund des für Bündnis 90/Die Grünen sehr guten Wahlergebnisses von 12,4 % und den damit erreichten zwölf Landtagsmandaten zog Andresen am 27. Oktober 2009 als Abgeordneter in den schleswig-holsteinischen Landtag ein. Im Landtag war er stellvertretendes Mitglied des Sozialausschusses und des Bildungsausschusses.

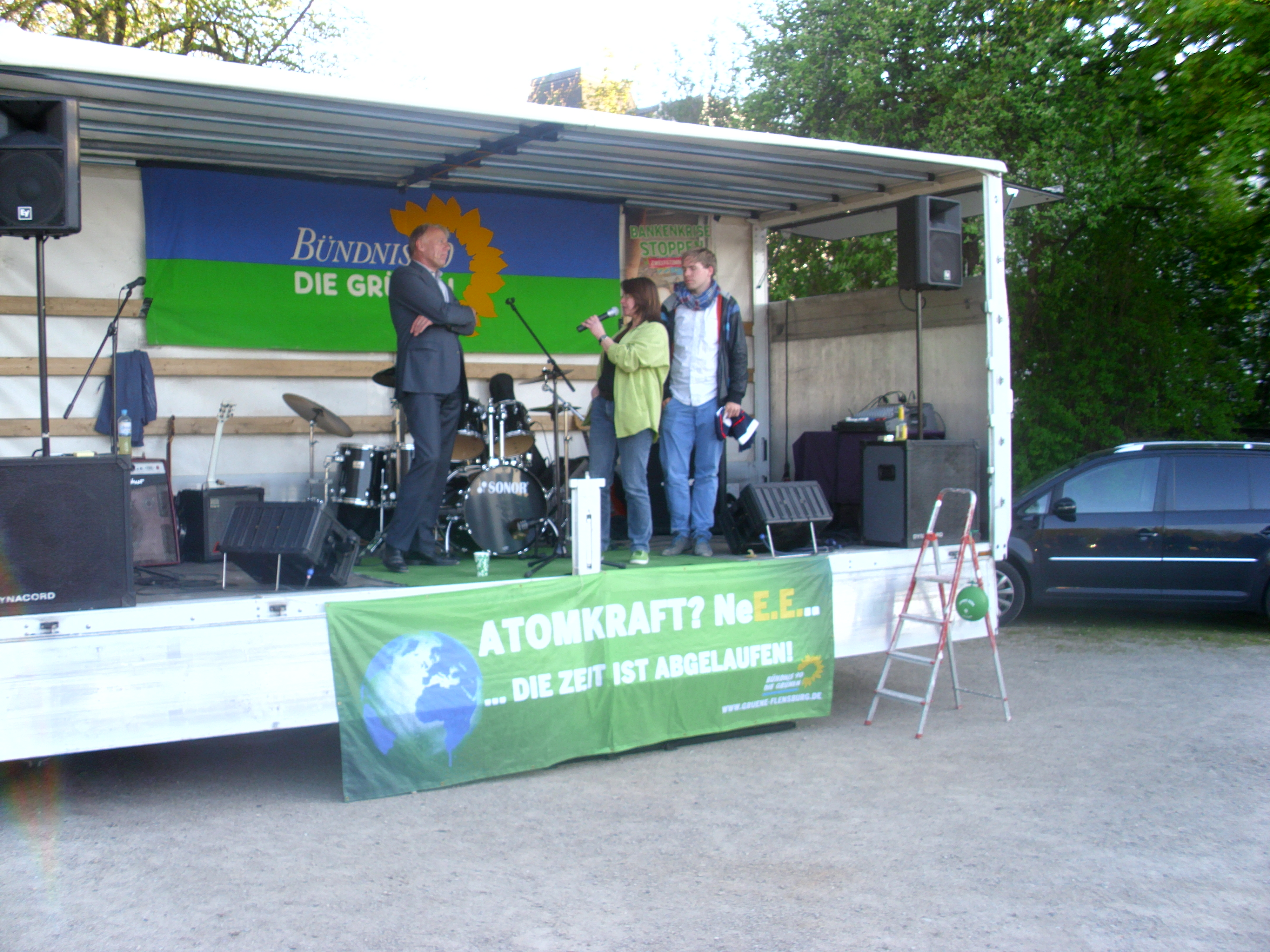
Rasmus Andresen mit Jürgen Trittin und Ellen Kittel-Wegner in Flensburg (2012)

Bei der Landtagswahl in Schleswig-Holstein 2012 wurde Andresen erneut in den Landtag gewählt. Seither war er erster stellvertretender Fraktionsvorsitzender und haushalts-, hochschul- und minderheitenpolitischer Sprecher seiner Fraktion. Seit November 2012 war er Mitglied im 16-köpfigen Führungsgremium, dem Bundesparteirat, seiner Partei.
Rasmus Andresen gewann bei der Kommunalwahl am 25. Mai 2013 als erster Grüner in Flensburg ein Direktmandat, im Innenstadt-Wahlkreis 11.
Im August 2014 forderte Rasmus Andresen den Oberbürgermeister von Flensburg Simon Faber dazu auf, sich um eine Olympia-Austragung in Flensburg zu bemühen. Es ging ihm dabei um Segelwettbewerbe und das Handball-Turnier, die bei einer möglichen, erneuten Bewerbungs-Initiative Hamburgs an eine andere Stadt vergeben werden könnten.
Für die Landtagswahl in Schleswig-Holstein 2017 wurde Rasmus Andresen zum Direktkandidaten von Bündnis 90/Die Grünen für den Wahlkreis Flensburg gewählt. Gewählt wurde er über die Landesliste.

### Mitglied des Europäischen Parlaments (seit 2019)
Im Mai 2018 verkündete Andresen seine Kandidatur für die Bundesliste von Bündnis 90/Die Grünen zur Wahl des Europäischen Parlaments 2019. Er trat hierbei mit den Themen Haushalt und Digitalisierung auf dem Listenplatz 16 der Bundesliste an und wurde am 26. Mai 2019 ins Europäische Parlament gewählt. Er trat dort der Fraktion Die Grünen/EFA bei und war für die Fraktion in der 9. Legislaturperiode Mitglied im Haushaltsausschuss sowie stellvertretendes Mitglied im Ausschuss für Industrie, Forschung und Energie und im Ausschuss für Binnenmarkt und Verbraucherschutz.
Am 16. März 2021 übernahm er die Patenschaft für Igor Bantser, Sänger der Band Mister X und politischen Gefangenen aus Belarus.
Am 14. Dezember 2021 wurde er als Sprecher der deutschen Gruppe in der Fraktion Die Grüne/EFA als Nachfolger von Sven Giegold gewählt.
Bei der Europawahl 2024 konnte er sein Mandat verteidigen. Er ist in der 10. Legislaturperiode Mitglied im Haushaltsausschuss, im Ausschuss für Wirtschaft und Währung und im Unterausschuss für Steuerfragen sowie stellvertretendes Mitglied im Ausschuss für regionale Entwicklung. Er ist zudem Mitglied der Delegation für die Beziehungen zu den Vereinigten Staaten sowie stellvertretendes Mitglied der Delegation für die Zusammenarbeit im Norden und für die Beziehungen zur Schweiz und zu Norwegen, im Gemischten Parlamentarischen Ausschuss EU-Island und im Gemischten Parlamentarischen Ausschuss Europäischer Wirtschaftsraum (EWR).

## Mitgliedschaften
Rasmus Andresen ist Mitglied der überparteilichen Europa-Union Deutschland, die sich für ein föderales Europa einsetzt.
Rasmus Andresen hat den Aufruf Ende Gelände 2019 unterstützt.